# A Taste of Honey (nummer)
A Taste of Honey is een liedje gecomponeerd door Bobby Scott en Ric Marlow voor de Amerikaanse versie van het gelijknamige Britse toneelstuk (dat ten grondslag ligt aan de film A Taste of Honey uit 1961). Oorspronkelijk was het een instrumentaal nummer. Het werd in 1960 voor het eerst opgenomen door het orkest van Bobby Scott zelf. De bekendste versie van A Taste of Honey als instrumentaal nummer is die van Herb Alpert and the Tijuana Brass uit 1965.
Het is waarschijnlijk dat de tekst (vermoedelijk van de hand van Ric Marlow) later is geschreven dan de melodie. De eerste die een vocale versie van het liedje opnam was de Amerikaanse zanger Lenny Welch in 1962. Daarna is het opgenomen door vele beroemdheden, onder wie Barbra Streisand, Trini Lopez, The Hollies, Tom Jones, The Kingston Trio en The Beatles.
De ik-figuur vertelt dat de kus van zijn geliefde naar honing smaakt.

## Instrumentale versies
Een van de componisten van het liedje, Bobby Scott, nam het nummer in 1960 voor het eerst op met zijn orkest. Het verscheen op een lp die ook A Taste of Honey heette. Het nummer kreeg een Grammy Award in de categorie ‘Best Instrumental Theme’.
Het meeste succes met het nummer hadden Herb Alpert and the Tijuana Brass in 1965. Het nummer stond op de lp Whipped Cream & Other Delights en kwam ook uit als single. Die haalde de zevende plaats in de Billboard Hot 100. De opname won in 1966 vier Grammy Awards: in de categorieën ‘Record of the Year’, ‘Best Instrumental Performance’, ‘Best Instrumental Arrangement’ en ‘Production & Engineering’.
Andere instrumentale uitvoeringen zijn:
- Quincy Jones op zijn lp Big Band Bossa Nova van 1963.
- Acker Bilk op een single uit 1963, die de 16e plaats haalde in de UK Singles Chart.
- Paul Desmond op zijn lp Glad to be Unhappy uit 1963.
- Harry James nam een liveversie op voor zijn lp Live at the Riverboat van 1966.
- Chet Atkins op zijn lp It's a Guitar World uit 1967. Het staat ook op zijn verzamelalbum The RCA Years uit 1992.
- Jackie Gleason als dirigent op de lp A Taste of Brass for Lovers Only uit 1967.

## Vocale versies
De zanger Lenny Welch nam in 1962 voor het eerst een vocale versie op, die werd uitgebracht op single en bovendien op zijn lp Since I Fell for You.
Anderen die het nummer hebben gezongen zijn:
- Barbra Streisand op haar debuut-lp The Barbra Streisand Album uit 1963.
- Sarah Vaughan op haar lp Sarah Sings Soulfully uit 1963.
- Julie London op haar lp The Wonderful World of Julie London uit 1963.
- Peggy Lee op haar lp I'm a Woman uit 1963.
- Tony Bennett op zijn lp The Many Moods of Tony uit 1964. Het nummer kwam ook uit als single en bereikte de 94e plaats in de Billboard Hot 100.
- Chet Baker op zijn lp Baby Breeze van 1964.
- De Finse zangeres Carola Standertskjöld in het Fins onder de titel Hunajainen in 1965.
- Trini Lopez op zijn lp The Love Album uit 1965.
- Bobby Darin op zijn lp Venice Blue uit 1965.
- Esther Ofarim op de lp Is it really me! uit 1965. De producer was Bobby Scott, een van de componisten van het liedje.
- The Hollies op hun lp voor de Amerikaanse markt Beat Group! uit 1966. In 1968 nam de groep het nummer nogmaals op. Deze versie verscheen pas op het verzamelalbum Clarke, Hicks & Nash Years: The Complete Hollies April 1963 – October 1968 uit 2011. De versie van 1966 staat daar ook op.
- Tom Jones op zijn lp From the Heart uit 1966.
- Andy Williams op zijn lp The Shadow of Your Smile uit 1966.
- Jan & Kjeld in het Duits als Ein Kuss zum Abschied op een single uit 1966.
- The Kingston Trio op hun lp Children of the Morning uit 1966.
- Peter & Gordon op hun lp Lady Godiva.
- Vicky Leandros op haar lp A Taste of... Vicky uit 1967. Voor de Frans-Canadese markt nam ze het nummer ook op in het Frans onder de titel Un homme est venu. Het staat op de lp l'Amour est bleu.
- The Supremes samen met The Four Tops op de lp The Magnificent 7 uit 1970 en op een single uit 1971.
- Lizz Wright op het album Dreaming Wide Awake uit 2005.

De Amerikaanse komiek Allan Sherman nam in 1966 een parodie op onder de titel A Waste of Money. Het nummer staat op zijn lp Allan Sherman Live!!! (Hoping You Are The Same).

### Versie van The Beatles
The Beatles hadden het nummer in 1962 en 1963 op hun repertoire staan en brachten het vele malen live. In 1963 verscheen het op hun eerste lp Please Please Me. Bij deze opname (van 11 februari 1963) gebruikte de groep voor het eerst de techniek van het overdubben. In het middendeel gebeurt dat met de stem van Paul McCartney.
De bezetting was:
- Paul McCartney: zang, basgitaar
- John Lennon: achtergrondzang, slaggitaar
- George Harrison: achtergrondzang, sologitaar
- Ringo Starr: drums

Billy Kinsley van The Merseybeats vertelde ooit dat het aan hem te danken is dat A Taste of Honey op de eerste Beatles-lp staat. De Beatles brachten het nummer tijdens een concert waar ook The Merseybeats optraden. Na afloop vroeg Paul McCartney aan Billy Kinsley wat hij van het nummer vond. Toen Kinsley enthousiast reageerde, sleepte Paul hem mee naar de kleedkamer om dat ook aan de andere Beatles te vertellen. Die zagen namelijk niets in het nummer. Het enthousiasme van Kinsley trok hen over de streep om het nummer toch op de plaat te zetten.
Het nummer staat ook op Introducing... The Beatles, de eerste Amerikaanse lp van de groep, op The Early Beatles, een Amerikaanse verzamel-lp uit 1965, en op de eerste ep van The Beatles, Twist and Shout van juli 1963.
Live-uitvoeringen staan op de albums Live! at the Star-Club in Hamburg, Germany; 1962 en Live at the BBC.

## Gebruik in films
Het nummer is een paar maal gebruikt in films. De versie van Herb Alpert werd bijvoorbeeld gebruikt als herkenningsmelodie in de Britse sitcom Hardware (2003-2004). In The Drew Carey Show (1995-2004) werd het nummer gespeeld door The Horn Dogs, de band die Drew en zijn vrienden hadden gevormd.